# Joeropsis curvicornis
Joeropsis curvicornis är en kräftdjursart som först beskrevs av Hercule Nicolet 1849.  Joeropsis curvicornis ingår i släktet Joeropsis och familjen Joeropsididae. Inga underarter finns listade i Catalogue of Life.